# فرناندو دي دييغو
فرناندو دي دييغو (بالإسبانية: Fernando de Diego)‏ هو صحفي فنزويلي وإسباني، ولد في 2 نوفمبر 1919 في وادي الحجارة في إسبانيا، وتوفي في 1 يوليو 2005 في سرقسطة في إسبانيا.